# Dendra

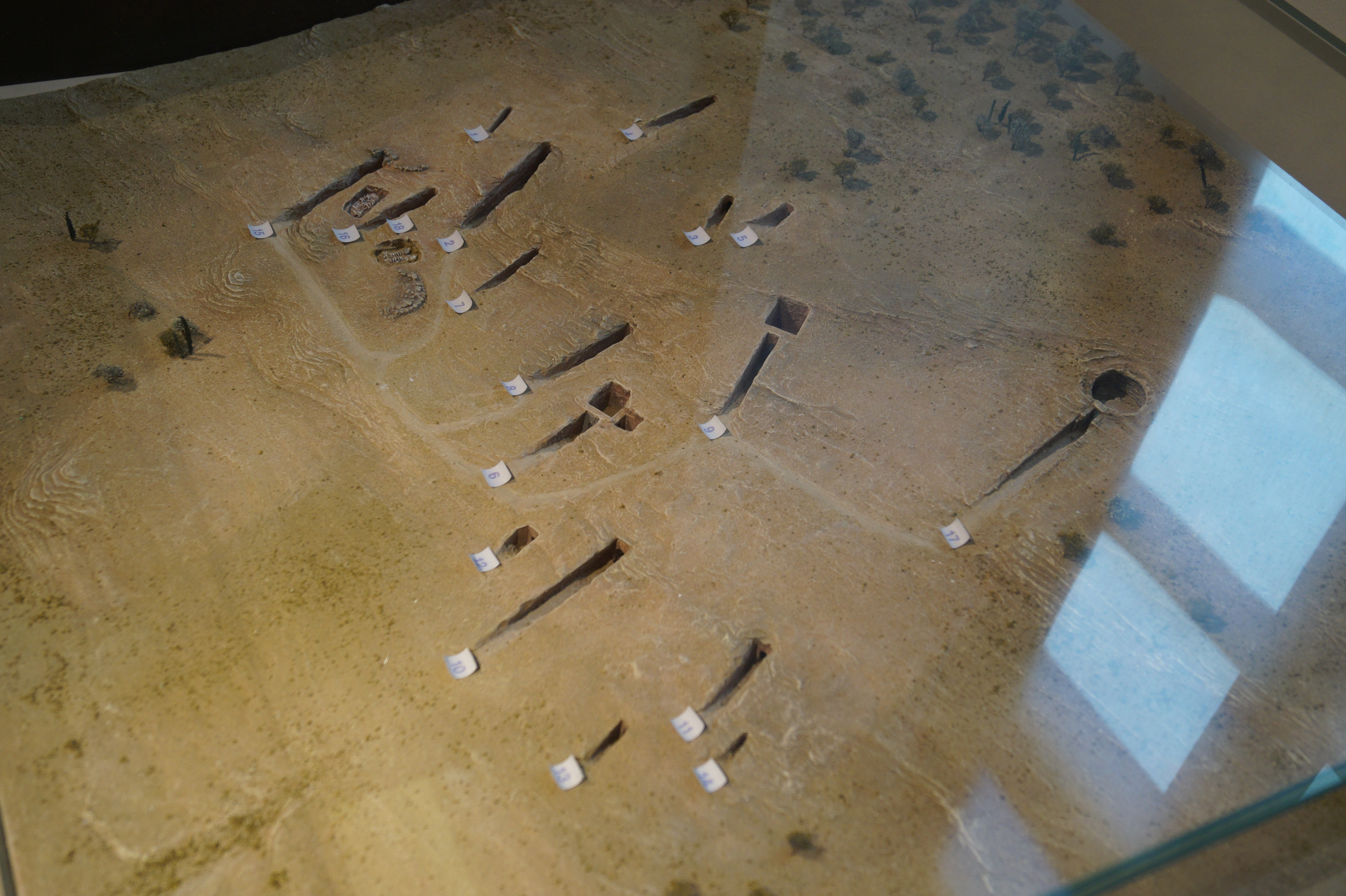
Lageplan der Gräber

Die mykenische Nekropole von Dendra liegt auf der griechischen Halbinsel Peloponnes etwa 1,5 km nordwestlich der Burg von Midea in der Argolis. Es handelt sich um eine der bedeutendsten mykenischen Nekropolen, die  wahrscheinlich mit der Burg von Midea zu verbinden ist.

## Ausgrabungen

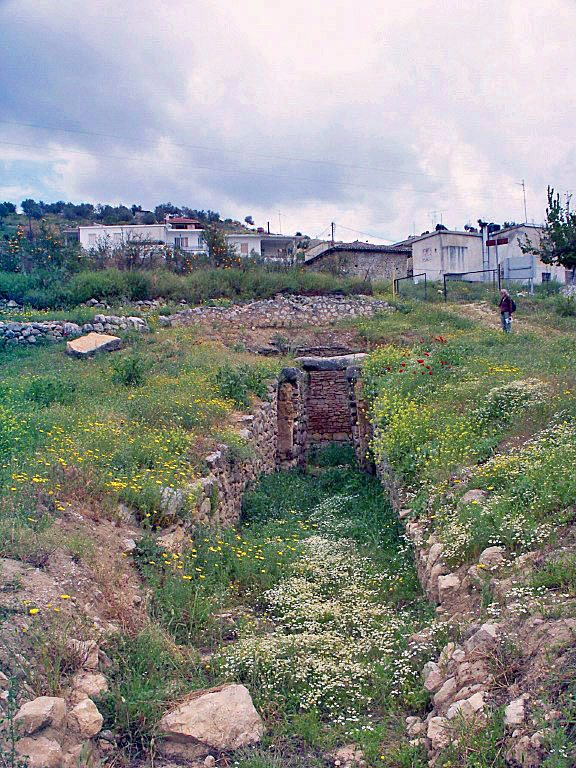
Eingang zum Kuppelgrab

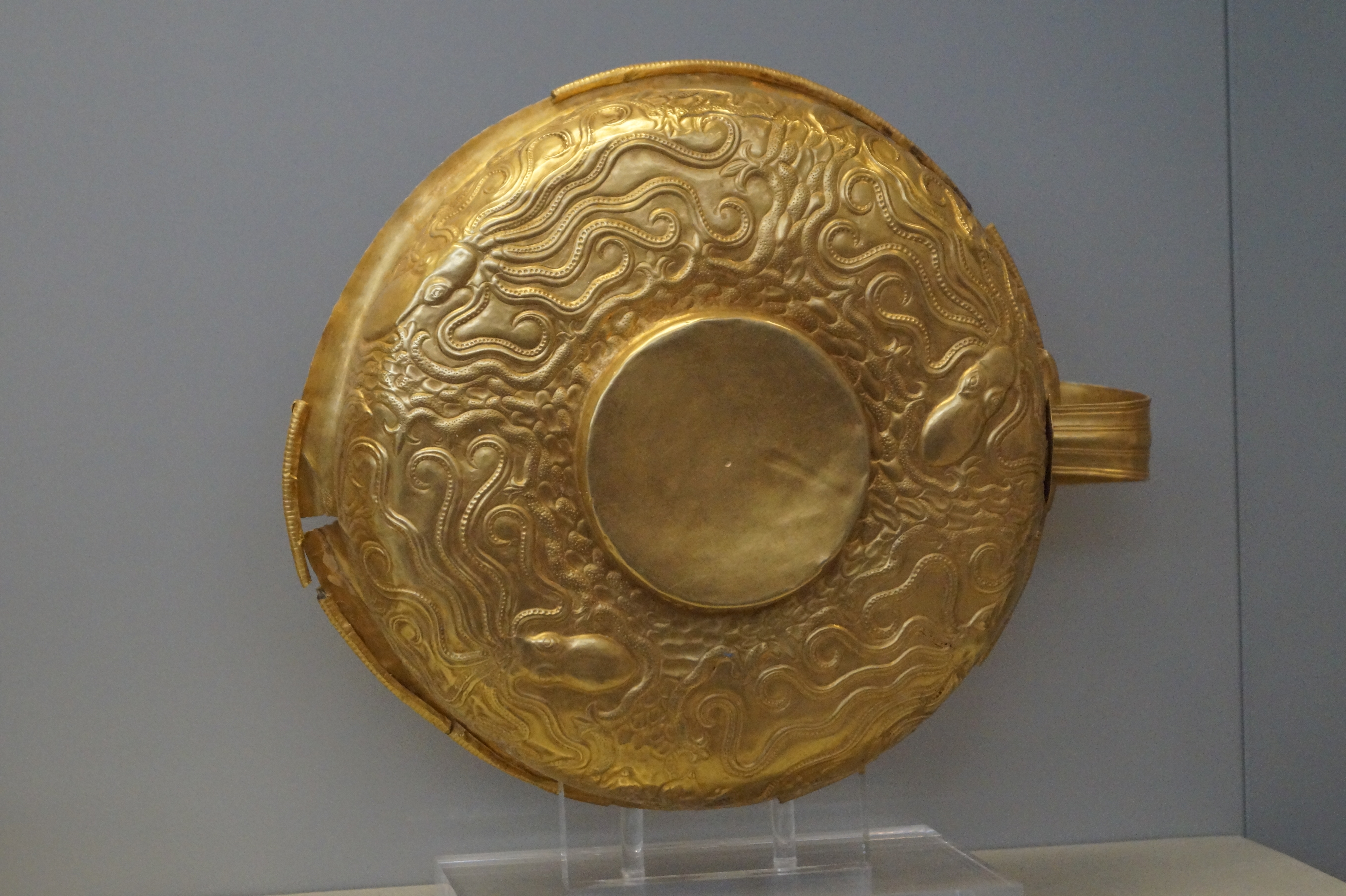
Goldener Becher aus dem Tholosgrab

Ab 1926 führte der schwedische Archäologe Axel W. Persson in Dendra Grabungen durch und entdeckte ein ungeplündertes Kuppelgrab aus dem 14. Jahrhundert v. Chr. (SH III A1). In den folgenden Jahren setzte er zusammen mit dem Ephor der Argolis Nikolaos Bertos die Grabungen fort und man entdeckte mehrere Kammergräber. Mit dem Ausbruch des Zweiten Weltkriegs wurden die Ausgrabungen jedoch unterbrochen. 1960 nahmen der griechische Archäologe Nikolaos Verdelis und sein schwedischer Kollege Paul Åström die Grabungen wieder auf. Man entdeckte dabei u. a. das Kammergrab 12, in dem man einen berühmten Bronzepanzer fand (s. u). Die Funde aus dem Tholosgrab, Kammergrab 2 und Kammergrab 10 sind im Archäologischen Nationalmuseum in Athen ausgestellt. Alle anderen Funde kann man im Archäologischen Museum von Nafplio sehen.

## Rundgang
Innerhalb des Grabungsareals fand man Reste von Häusern aus der Jungsteinzeit und der frühhelladischen Zeit. Außerdem entdeckte man Reste von mindestens drei mittelhelladischen Tumuli. Insgesamt wurden bis heute neben dem Tholosgrab 16 Kammergräber erforscht. Die Kammergräber 3, 4, 5, 11, 13 und 14 wurden wieder zugeschüttet und sind heute nicht mehr zugänglich.

### Kuppelgrab
Das bemerkenswerteste Grab ist das Kuppelgrab, das gleich links hinter dem Eingang zum Ausgrabungsgelände liegt. Zu diesem Grab führte ein gemauerter, monumentaler Eingang (Dromos) von 17,90 m Länge, wie man ihn auch vom sogenannten „Grab des Atreus“ in Mykene kennt. Die Kuppel, die inzwischen eingestürzt ist, hat einen Durchmesser von etwa 7,30 m und wurde als Kraggewölbe ausgeführt. Die ursprüngliche Höhe der Kuppel wird auf 7 m geschätzt. Im Inneren des Grabes fand man vier ungeplünderte Grabgruben und als Grabbeigaben goldene, silberne und bronzene Gefäße, Schmuck und kunstvolle Siegelsteine. Unter anderem fand man auch drei seltene Fingerringe, die aus vier Metallschichten (Silber, Blei, Kupfer und Eisen) bestanden.  Das Grab wurde zwischen 1450 und 1350 v. Chr. errichtet. Im 9. Jahrhundert v. Chr. zur geometrischen Zeit stürzte die Kuppel ein. Gleichzeitig setzte man im Dromos einen Leichnam bei.

### Kammergräber
Die Kammergräber stammen vom Ende der mittelhelladischen und dem Beginn der späthelladischen Zeit und wurden bis zum Anfang des 12. Jahrhunderts v. Chr. verwendet. Sie verfügen auch über einen Dromos, der von Westen oder Südwesten zur unterirdischen Grabkammer führt. Sowohl der Dromos als auch die mehr oder weniger rechteckigen Grabkammern sind in den Fels gehauen. Manch Gräber verfügen noch über eine Seitenkammer, die immer südlich der Hauptkammer liegt. In den Grabkammern grub man ein oder mehrere Grabschächte, in die man die Toten beisetzte. Danach verschloss man die Gräber. Für weitere Begräbnisse und für kultischen Zeremonien öffneten man die Gräber wieder.
Kammergrab 9 liegt etwa 30 m nördlich des Kuppelgrabs. Es wurde durch eine Lehmschicht gegraben, die als Fußboden eines Hauses aus dem Frühhelladikum (3100–2000 v. Chr.) diente. Das Grab hat einen langen Dromos und eine rechteckige Grabkammer mit sechs Schächten. Drei der Schächte wurden für Begräbnisse verwendet. In der Nordwand gibt es eine Nische mit zwei Vertiefungen. Das Dach der Kammer ist eingestürzt. Durch den Torweg wurden zwei Furchen gegraben. Diese dienten vermutlich einer kultischen Verbindung zwischen Grab und Außenwelt. Im Grab fand man einen silbernen Gefäßgriff, eine Öllampe aus Steatit, eine weibliche Figur aus Fayence, eine Bügelkanne und verschiedene Schmuckstücke.
Etwa 20 m nördlich befindet sich das Kammergrab 8 mit Seitenkammer. Auch hier gibt es zwei Furchen, die jedoch von der Hauptkammer zur Nebenkammer führen. Im Norden der Hauptkammer wurde eine Steinbank in den Fels gehauen. Ein Leichnam war in einem Holzsarg beigesetzt worden. Unter den reichen Grabbeigaben waren ein bronzener Schulterschutz einer Rüstung, zwei Messer und ein Dolch, Pfeilspitzen aus Obsidian oder Feuerstein und Elfenbeinschnitzereien.
Nur knapp 10 m südlich trifft man auf Kammergrab 6. Es verfügt ebenfalls über eine Seitenkammer, die vermutlich rituellen Zwecken diente. Wie bei Grab 9 gibt es zwei Furchen im Torweg. Im Grab wurden zwei Grabgruben angelegt. Eine fand man noch unberührt und mit zwei Steinplatten abgedeckt. Hier fand man mindestens drei Sekundärbestattungen. Als Grabbeigaben kamen unter anderem ein tönernes Kohlenbecken, Eberzähne und bronzene Pfeilspitzen ans Licht.
15 m weiter südlich erreicht man das Kammergrab 10. Es ist eines der ältesten und reichsten auf dem Friedhof von Dendra. In dem Grab fand man zwei Grabschächte. In einem war eine Frau beigesetzt. Als Grabbeigaben hatte man ihr unter anderem einen Goldbecher und Goldschmuck mitgegeben. Im anderen Grab entdeckte man hochwertige Töpferware, eine Schale aus Elfenbein und Goldgefäße. Die Kammer ist heute eingestürzt.

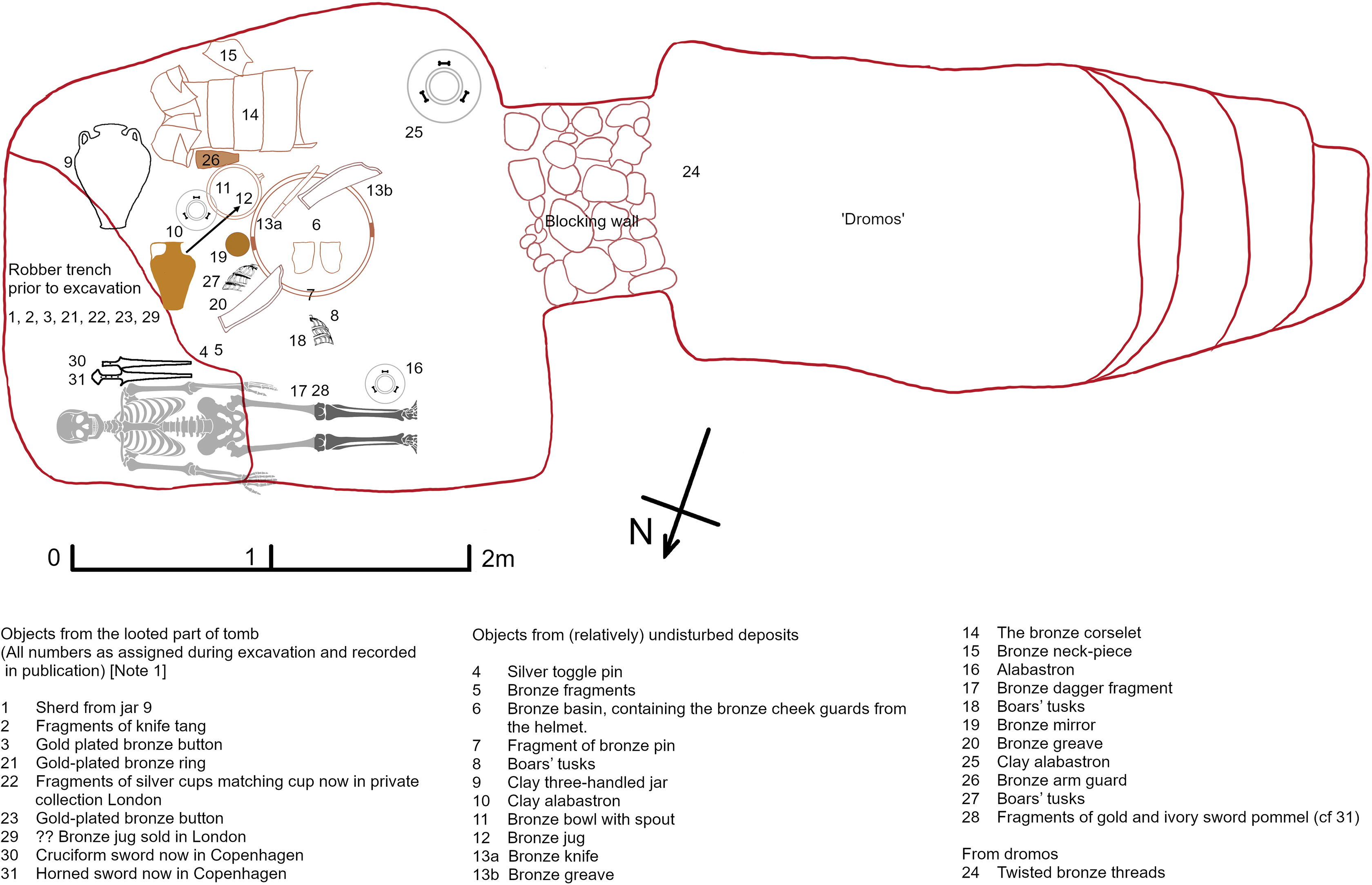
Übersichtsplan von Kammergrab 12 mit Darstellung der Lage der Beigaben.

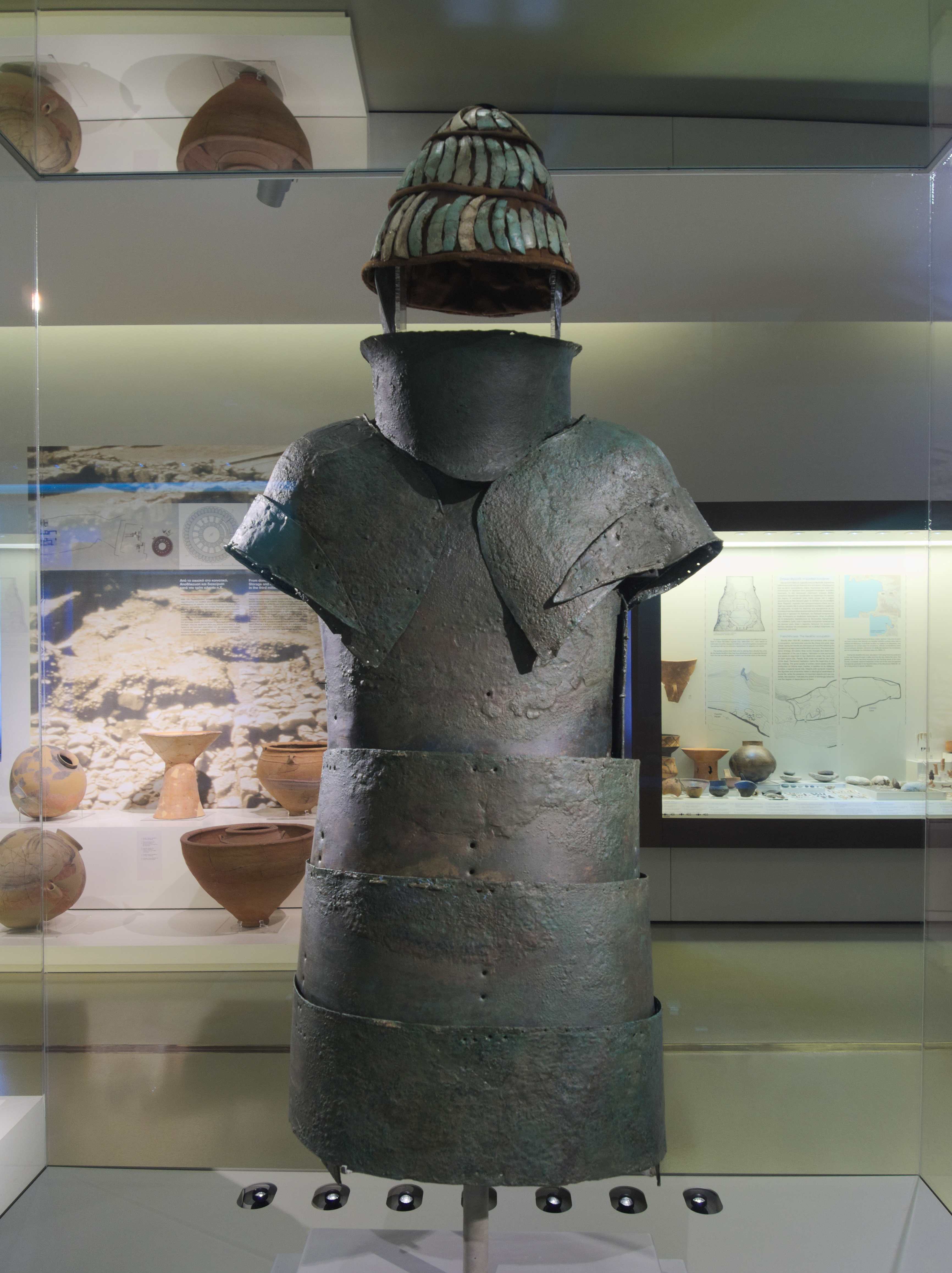
Mykenische Rüstung aus Kammergrab 12

Das Kammergrab 12 liegt direkt nördlich des Dromos von Kammergrab 10. Es ist das kleinste Grab des Friedhofs und es ist über einen Schacht statt über eines Dromos zugänglich. Da sowohl die Grabkammer als auch der Dromos von Grab 12 eingestürzt sind, hat man den Eindruck, als wäre es ein Teil von Grab 12. Obwohl das Grab kurz vor der systematischen Erforschung ausgeraubt wurde, fand man hier den bedeutendsten Fund aus der Nekropole von Dendra: eine komplette mykenische Rüstung (torake), die sich heute im Archäologischen Museum von Nafplio befindet und auch als Dendra-Rüstung bezeichnet wird. Sie bestand aus Bronzepanzern für Brust und Rücken, die mit Leder- oder Stoffbändern verbunden waren, bronzenen Beinschienen und einem Eberzahnhelm, von dem jedoch nur Reste erhalten sind. Ende des 15. Jahrhunderts v. Chr. fand hier ein Mann mit hohem sozialem Status seine letzte Ruhestätte.

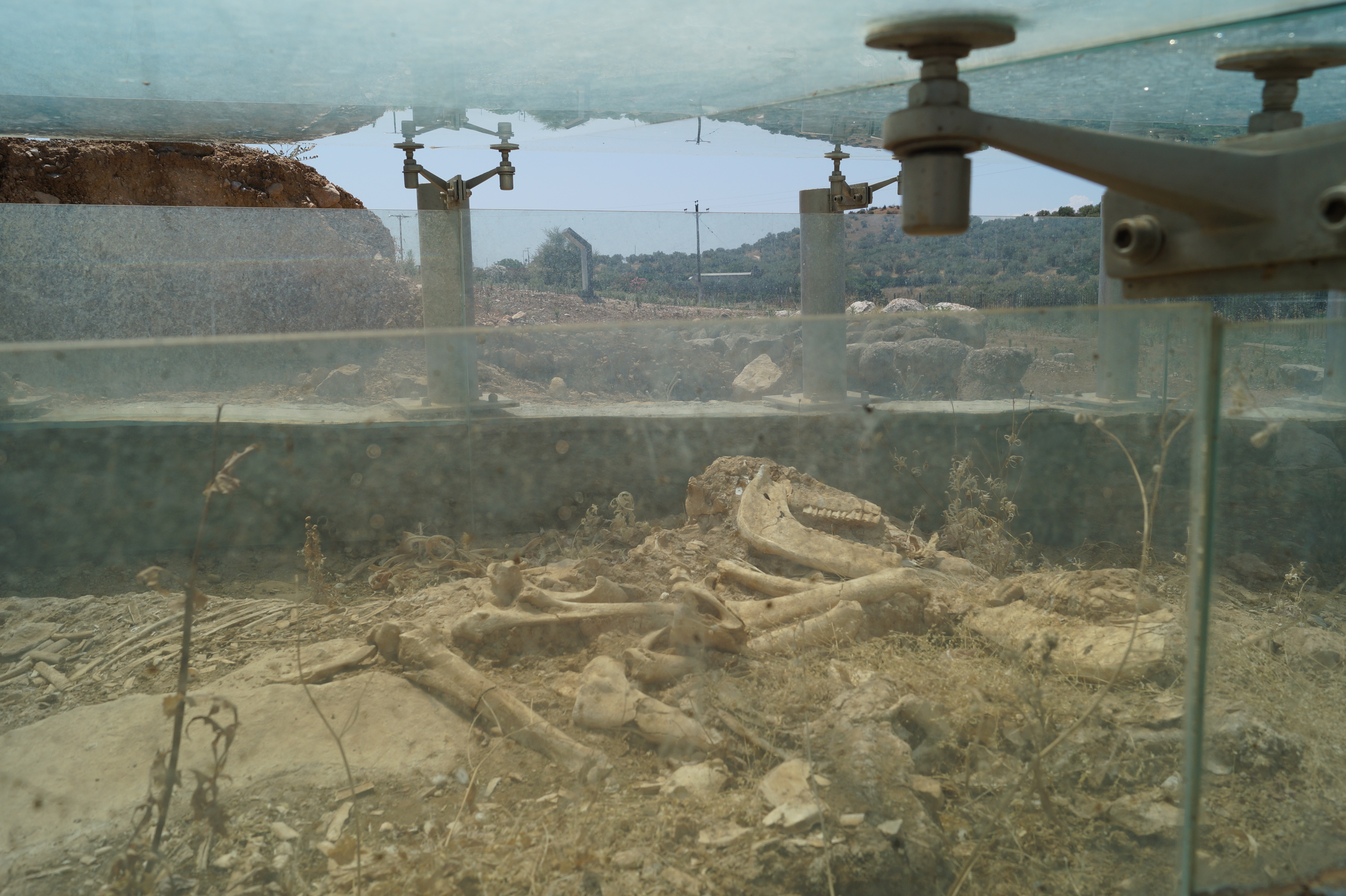
Pferdebegräbnis

Etwa 40 m nördlich erreicht man den am besten erhaltenen der drei Tumuli aus mittelhelladischer Zeit. Direkt östlich liegt das Kammergrab 7, dessen Grabkammer eingestürzt ist. Von den fünf Grabschächten, die man in der Kammer fand, waren vier bereits geplündert. Im ungeplünderten Grab fand man Waffen und Gefäße aus Bronze. Eine Ascheschicht im Grab stammt vermutlich von Begräbnisriten. Direkt nördlich des Tumulus fand man ein Grab, in dem vier Pferde beigesetzt waren. Es handelte sich um männliche Tiere im Alter von 14–17 Jahren. Etwa 10 m weiter nördlich zwischen den Kammergräbern 15 und 16 fand man die Knochen von weiteren drei Pferden. Die Todesursache der Pferde konnte nicht ermittelt werden, man geht jedoch davon aus, dass sie geopfert wurden. Direkt neben dem ersten Pferdegrab fand man ein einfaches Kistengrab.
Kammergrab 16 liegt nur vier Meter nördlich des Kistengrabs. Beim Bau des Grabes wurde ein älterer Tumulus leicht beschädigt, der nach dem Fertigstellen des Grabes erneuert wurde. Der Torweg war mit einer Trockenmauer zugemauert und die Wände der Grabkammer verputzt. Im Grab selbst fand man nur wenige Tongefäße und Knochen. Begräbnisse konnten keine festgestellt werden.
Auch beim Bau von Kammergrab 15, das nur 8 m nördlich liegt, wurde ein älterer Tumulus angegraben, der später wieder repariert wurde. Der Boden der Grabkammer war mit einer weißen Erde bedeckt. Auch hier konnten keine Begräbnisse in der Kammer nachgewiesen werden. Wie die gefundenen Gegenstände belegen, wurde das Grab während SH III A (14. Jahrhundert v. Chr.) verwendet. Ein letzter Leichnam wurde über dem Eingang des Grabes beigesetzt.
Etwa 10 m westlich von Grab 16 liegt das Kammergrab 2. In der rechteckigen Grabkammer und in den Schächten fand man, obwohl das Grab ausgeraubt war, reiche Beigaben. Darunter waren eine Steatitlampe, Alabastervasen, Bronzewaffen, ein Eberzahnhelm, Siegelsteine und Elfenbeineinlagen. Bemerkenswert sind zwei vergoldete Gegenstände aus Eisen: ein Knopf und ein Amulett. Im 15. Jahrhundert v. Chr. war Eisen selten und galt als sehr wertvoll. Außerdem fand man drei Steintafeln aus Kalkstein. Der größte Stein diente wahrscheinlich als Boden eines Holzsarges. Im Grab selbst fand man keine Gebeine nur im Dromos fand man Knochen. Man vermutet deshalb, dass die Grabräuber die Knochen aus dem Grab warfen. In einer Grube im Dromos fand man einen Hort, der aus zahlreichen Gefäßen und Gebrauchsgegenstände aus Bronze bestand. Wegen des fehlenden Begräbnisses vermuten einige Wissenschaftler, dass es sich bei dem Grab um ein Kenotaph handelte. Die zwei kleineren Steintafeln interpretieren sie als Menhire, die als Stellvertreter der Toten im Grab dienten. Die bronzenen Gerätschaften sollen darauf hinweisen, dass hier schamanische Riten einer Art von Totenbeschwörung stattfanden, wie man sie aus dem 11. Gesang der Odyssee kennt.
7 m nördlich von Grab 2 findet man Kammergrab 1. Es hat eine rechteckige Grabkammer mit abgerundeten Ecken. In den 5 Grabschächten war jeweils ein Toter beigesetzt. Als Grabbeigaben fand man Tontöpfe, Tonfiguren, einen Bronzering, Steatitknöpfe und Glasperlen.